# Enzo Domestico Kabregu
Enzo Domestico Kabregu, nace Vincenzo Domestico, (Acquaformosa, 17 de diciembre de 1906 - Montevideo, 4 de julio de 1971) fue un pintor italiano naturalizado uruguayo. Es definido post-impresionista y manchista.

## Biografía
Nace en la localidad calabresa de Acquaformosa (provincia de Cosenza), siendo el primogénito de los once hijos de Pasquale y Marta Maria Teresa Cucci. De muy joven se traslada con su familia a la cercana aldea de Lungro, importante centro arbëreshë. Viven en una enorme casona situada en la parte más alta del pueblo, definida, en lengua albanesa, Ka Bregu: el maestro lo adopta como nombre artístico, en aras a la inspiración brindada por los años vividos en su casa al Bregu. Después de haberlo legalizado, Kabregu será su apellido y el de su familia.

### Formación y juventud
Por decisión de su padre, quien quería un hijo ingeniero agrónomo, frecuenta, terminados los estudios primarios, la Scuola Técnica de Rossano y luego la Scuola Agraria de Cosenza, donde obtiene el título de Técnico agropecuario.
Con diecisiete años se traslada a Nápoles para seguir la carrera de especialización en el Instituto Técnico de la Facultad de Agronomía. Allí entra en contacto con un grupo de profesores y jóvenes estudiantes de la Academia de Bellas Artes de Nápoles. Solían reunirse en un bohemio café. Surge la idea de presentarse a la prueba de admisión en dicha Academia. De vuelta después de quince meses de servicio militar en Pola y Trieste y a pesar de la voluntad paterna, abandona la Facultad de Agronomía e ingresa en la Reál di Belle Arti di Napoli. 
Muy apreciado por sus maestros Volpi, Vietri, Siviero, Roberto Carignani, Casciaro, Mancini e Irolli, instaura una amistad casi filial con el escultor Vincenzo Gemito: Kabregu debe mucho a estos artistas, ya que ellos forjaron su sólida base plástica, fundamental para enfrentar cada tema pictórico.
Terminada la Academia, viaja por Italia, Francia y España reafirmando sus conocimientos para su superación artística. En poco tiempo, sus obras sorprenden por su originalidad y vibrante carácter impresionista. Incansable estudioso de los grandes maestros, se dedica con pasión a profundizar sus conocimientos de historia del arte: dicta conferencias y talleres y sigue estudiando historia del arte.

### Período italiano: impresionismo e incursiones en el cubismo
Abre su propio camino en el impresionismo, que comienza a tomar forma en sus telas, sin alejarse del figurativo académico. En esos años se registran además breves incursiones en el cubismo, distinguiéndose con varias obras diestramente geometrizadas: de aquel periodo se conservan varios testimonios de su malabarismo técnico, entre ellos el Autoritratto y Vista dall'alto, que suscitó en la Segunda Cuadrienal de Venecia verdadero interés entre los críticos internacionales.
Algunos de los títulos de sus cuadros reflejan imágenes de su pueblo, Lungro: las Lavanderas que trabajan en las piletas de piedra, Casas, un sugestivo rincón en el centro histórico de Lungro, Trebbiatura, una labor de trilla, y el dibujo a carbonilla “Apartando el trigo”. Entre los numerosos retratos del periodo calabrés, sobresale el retrato del Eparca (el primer obispo) de la Eparchia di Lungro, Eparca Giovanni Mele, conservado en las salas de la Eparquía (obispado).

### Período uruguayo: elAtelier, elCentro Plástico Athenea, laEscuela de Cerámica artísticay la docencia

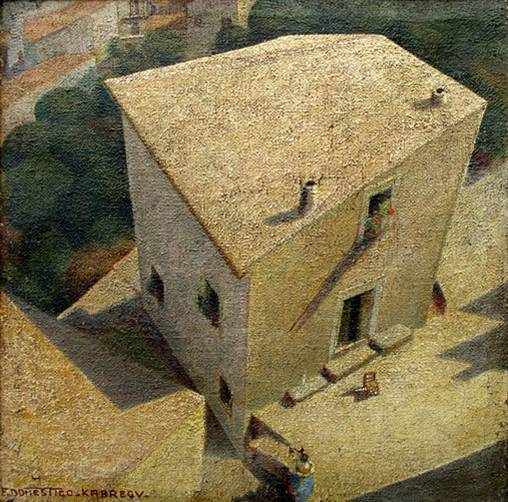
Vista desde lo alto 1933

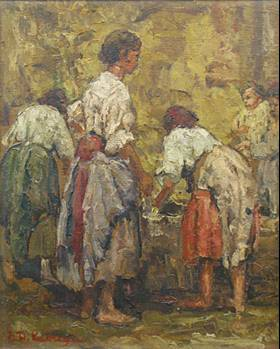
Lavanderas 1930

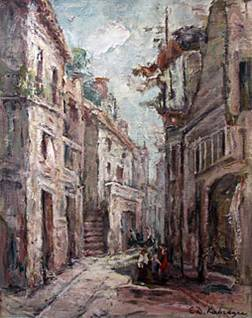
Casas 1929

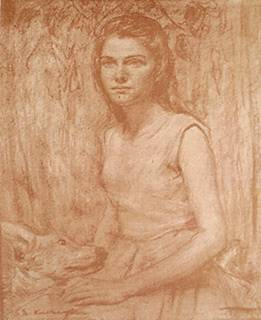
Sanguigna Monica Kabregu 1962

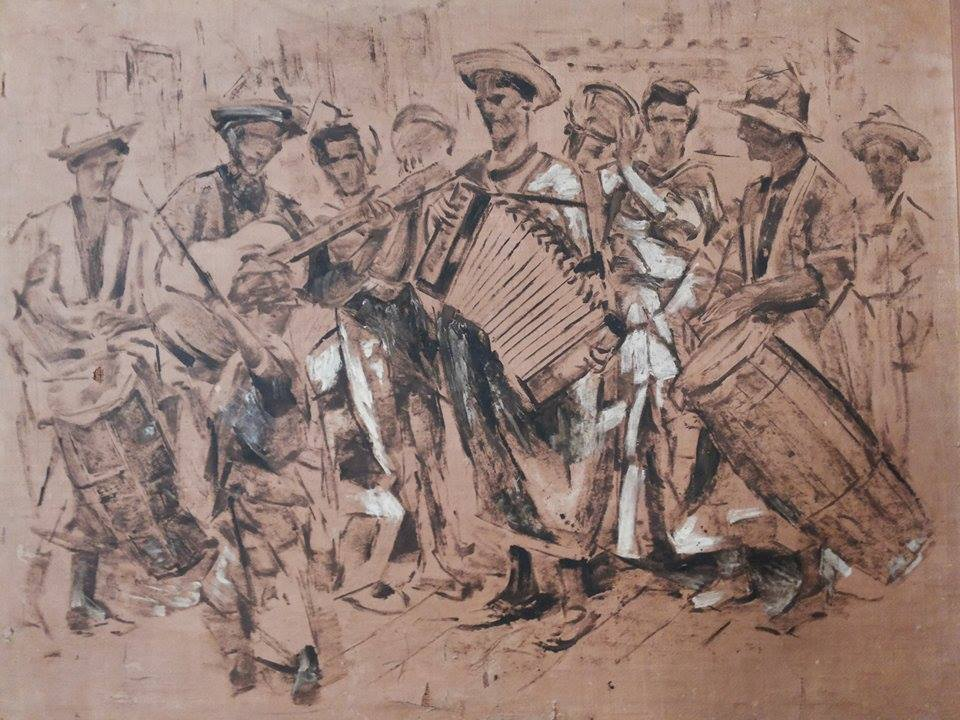
Escena de carnaval

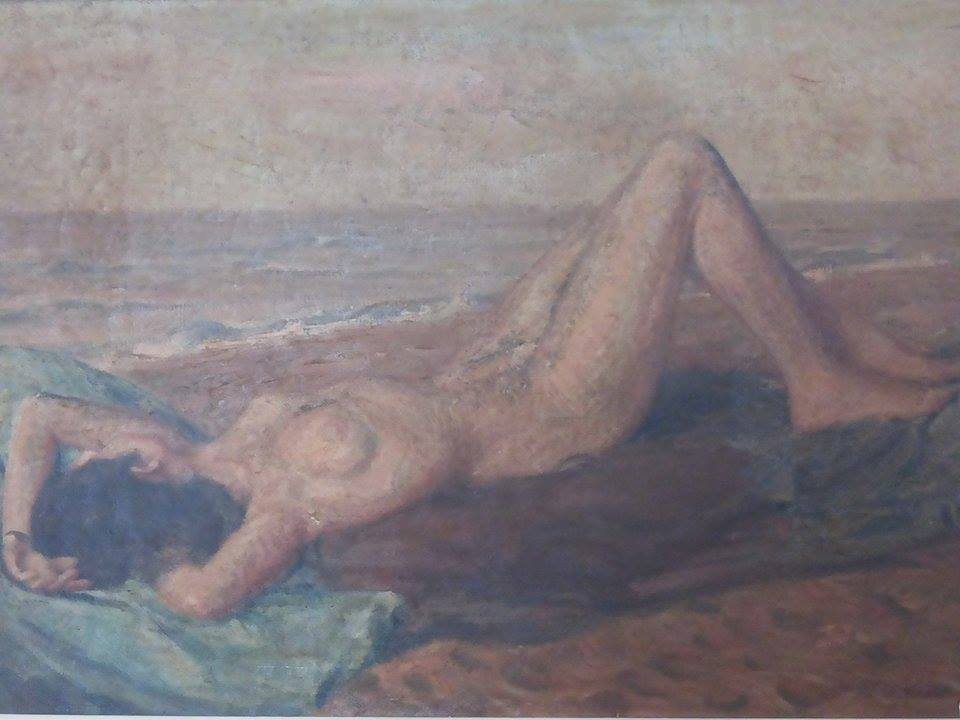
Desnuda en la playa 1941

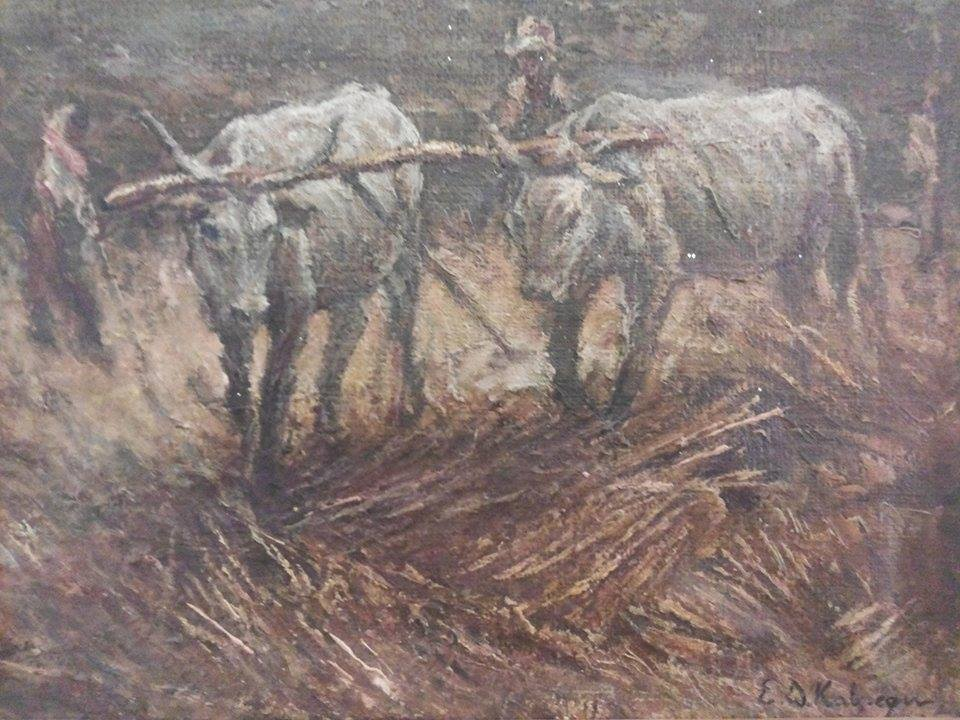
La yunta

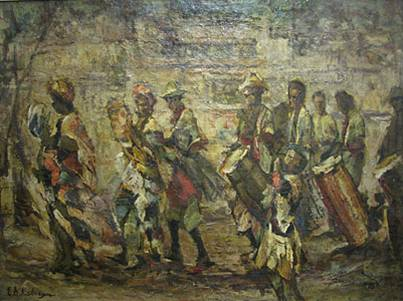
Comparsa 1960ca

Llega a Uruguay en los primeros meses de 1934, con 28 años y con una reconocida fama conquistada a través de sus múltiples exposiciones en varias ciudades italianas, acompañadas de premios e importantes menciones. Posee una personalidad carismática, que le permite atraer simpatías y admiración e integrarse de inmediato a los círculos artísticos e intelectuales del Uruguay. Desde su llegada, Enzo Domestico Kabregu es nombrado entre los grandes protagonistas de las artes plásticas uruguayas (Juan Manuel Blanes, Rafael Barradas, José Cuneo Perinetti, Carmelo de Arzadun, Pedro Figari, Joaquín Torres García). Desde los años Cincuenta integra y brinda nuevo impulso a una importante renovación plástica. 
A partir de 1934 empieza a enseñar Historia del arte y Dibujo en la Scuola Italiana di Montevideo, donde seguirá dedicado a la enseñanza durante los siguientes veinticinco años.
Espíritu creativo y apasionado mecenas de artistas, funda en 1935 un Atelier, de donde muchos ilustres artistas sacarán la esencia básica de sus obras. El maestro Kabregu fue en Uruguay un pionero en acercar a las mujeres al arte pictórico: en su recordado Atelier surge la primera generación femenina de artistas plásticas del Uruguay.
En 1952, junto con su esposa Nerina Bernasconi Guggeri (con quién había contraído matrimonio en 1941), abre el Centro Plástico Athenea: se trata de un verdadero cenáculo artístico, donde se brindan clases y talleres abiertos. El año siguiente, se suma además la fundación del taller Escuela de Cerámica Artística, en su casa de la calle Maldonado en el centro de Montevideo: rápidamente la Escuela de Cerámica Artística se vuelve uno de los centros más conocidos y completos del país y de ahí saldrán, en los años siguientes, importantes trabajos de claro estilo italiano.
Es preciso subrayar que el vínculo con Nerina Bernasconi Guggeri fue muy estrecho no solo a nivel personal, en cuanto matrimonio con dos hijas, Giannina Kabregu Bernasconi y Mónica Kabregu Bernasconi, que en los años se formaron como artistas plásticas y siguen en el mundo de las artes con el legado de sus padres. Esta colaboración fue importante también a nivel artístico (colaborarán en la creación de muchas obras y para el desarrollo de varias técnicas), y a nivel profesional: juntos se ocupan de organizar y gestionar el Centro Plástico Athenea y la Escuela de Cerámica.

### Estilos de la madurez
Kabregu gesta en Uruguay una pujante escuela que se destaca por sus rasgos post-impresionistas: se caracteriza por el uso de una peculiar paleta cálida, sensible al relacionamiento con el espectador, con quien se vincula en forma sugerente y participativa.
La peculiaridad de su estilo descansa sobre los trazos enérgicos y firmes: ama pintar con la espátula, lo que hace necesaria una acertada seguridad del trazo y una técnica constructiva pictórica elevada. En la paleta de Kabregu se encuentran grandes cantidades de colores fuertes, que se mezclan y fusionan entre sí solo al pasar la espátula a la tela.
Al mismo tiempo, a principios de los años cincuenta, crea una nueva técnica pictórica, el diluido, que surge de la experimentación, del talento y de su gran creatividad: los óleos, diluidos mediante un proceso especial, imprimen sobre el papel trazos inmediatos; el resultado asemeja la destreza, la precisión y las transparencias de la pincelada de la acuarela, aunque los colores resulten mucho más fuertes, brillantes y vibrantes. Fundamental para el desarrollo de esta nueva técnica fue el aporte y la colaboración de su esposa Nerina Bernasconi Guggeri.
En el ímpetu experimentador, llega a pintar hasta con alquitrán líquido (y con cualquier material se le ocurra), embebiendo tiritas de papel torneado y otros materiales de ocasión; en este caso, la mejor base era el papel. Recordamos el alquitrán sobre papel  Escena de carnaval.
El estilo de Kabregu se posiciona entre el Post-impresionismo y la corriente de los Manchistas italianos (Macchiaioli), aun siendo difícil definirlo en su conjunto, ya que no encontramos en su pintar plástico texturado ningún intento de imitar otras corrientes: su amada musa inspiradora y protagonista única de sus obras ha sido siempre la naturaleza.
En ocasión de una exposición en la Galería Witcomb de Buenos Aires, escribieron en el diario Clarín: «Su pintura está ubicada en el post-impresionismo, absorbiendo las consecuencias que para la liberación de cierto aspecto del cuadro trajo aquella escuela original. Por eso, aun cuando enfoca la figura – donde evidencia un notable dominio dibujístico- suele envolverla en esa atmósfera de luz iridiscente que es la clave de todas sus visiones. Luce ese procedimiento caro a los manchistas italianos de principio de siglo, en las perspectivas urbanas, y sigue siendo un consecuente buceador del alma de los seres humildes. Apoyado en un empaste fuerte, directo y presintiéndose su nerviosa pincelada, el cuadro de Kabregu vibra extrañamente ante los ojos del espectador».
En la obra de Kabregu es muy importante el desnudo: se trata de un desnudo plástico, sensible, armonioso, extremadamente femenino y siempre bien construido anatómica y linealmente.
Durante unos años, sin nunca dejar de lado su actividad artística y docente, se ocupa de dirigir el establecimiento agropecuario de su propiedad en el departamento de Paysandú (de donde era oriunda su esposa Nerina): en las telas de aquellos años, los paisajes del campo y las escenas criollas reflejan toda esa experiencia agrícola vivida.

### Los años sesenta
Los años sesenta se abren con un nuevo viaje a Europa; al volver al Uruguay son muchos los nuevos estímulos que Kabregu trae consigo. Retoma la enseñanza a lo largo del año 1964, cuando reorganiza, junto con el escultor José Luis Zorrilla de San Martín y el acuarelista Esteban Garino, el Instituto de Bellas Artes San Francisco de Asís, sobre invitación de la dirección.
La casa del maestro Kabregu siempre ha estado a disposición del arte y de los artistas. A mitad de los años sesenta, se hizo necesario reorganizar el sentimiento de lucha del grupo, que iba apagándose: de ahí el nuevo empuje al Sindicato de Artistas Plásticos del Uruguay. El resultado de esa campaña fueron numerosas exposiciones en Montevideo y en todo el Uruguay.

## Premios y reconocimientos recibidos en Uruguay
- 1939 - Artistas Extranjeros en el Salón Nacional de Bellas Artes;
- 1960 - Embajada de Israel en Montevideo;
- 1962 – Instituto Italiano de Cultura;
- 1963 – Embajada de Italia en Montevideo;
- 1967 – I premio en el Primo Salone Nazionale di Primavera.

En el año 1968 recibe uno de los máximos honores italianos, el título de Cavaliere dell’Ordine al merito della Repubblica Italiana. Siguen la Medalla de Oro otorgada por la Comunidad Calabresa del Uruguay (durante una exposición realizada en el Subte Municipal) y la Medalla de Oro “Calabria ‘70”, del Brutium de Roma.
El 4 de julio de 1971, recién recibida una invitación a realizar una exposición personal en Roma, muere un día lluvioso del invierno uruguayo.
Sus obras se encuentran en muchos centros culturales en toda la península italiana, como en la Accademia Cosentina, en la Accademia di Belle Arti di Napoli y en numerosos museos y colecciones privadas.
Varios frescos se conservan en otras tantas iglesias, como la de San Martino de Finita, la iglesia de Acquaformosa, la de San Benedetto Ullano, la de Santa Maria del Fiore y en la iglesia de Santa Maria del Carmine en Lungro.
En Uruguay, podemos disfrutar de las obras del maestro Kabregu en Montevideo en el Museo Juan Manuel Blanes, en el Museo Nacional de Artes Visuales, en las salas de la Suprema Corte de Justicia de Uruguay, en la Embajada y en el Consulado de Italia, en la Escuela y Liceo Elbio Fernández, en las salas de la Facultad de Derecho de la Universidad de la República y en varios museos y colecciones privadas en todo el país.

## Exposiciones

### Exposiciones colectivas
- 1933 - II Quadriennale di Venezia, ITA
- 1929, 1930, 1933 -II e IV Mostra Sindacale di Napoli, ITA
- 1933- Esposizione VI Biennale di Reggio Calabria, ITA
- 1933- Fiera Internazionale di Roma, padiglione Calabria, ITA
- 1933 - V Triennale di Milano, ITA
- 1938- Círculo Italiano, Montevideo, UY
- 1940- I Exposición Anual de la Asociación Artistas Plásticos, Montevideo, UY
- 1941- Salón Moretti (agosto) y Tout Petit (septiembre), Salón Moretti, Montevideo, UY
- 1949- Biennale Calabrese di arte e artigianato, Reggio Calabria, ITA
- 1950- I Exposición de Otoño, Instituto Italiano de Bellas Artes, Montevideo, UY
- 1951- I Bienal del Museo de Arte Moderno de San Pablo, BR
- 1951- Exposición en Rocha, UY
- 1952- Ateneo de Montevideo, UY
- 1954- Artistas y motivos salteños, Casa de Salto, Montevideo, UY
- 1962- Galería Velásquez, Buenos Aires, ARG
- 1963- Asociación Cristiana de Jóvenes, Salto, Punta del Este y Carmelo, UY

### Exposiciones personales
- 1934- Club Banco de la República, Montevideo, UY
- 1939- Salón Maveroff, Montevideo, UY
- 1947 y 1961- Galería Caviglia, Montevideo, UY
- 1949- Accademia Cosentina, Cosenza, ITA
- 1951- Instituto Italo Uruguayo de Paysandú, Paysandú, UY
- 1951- Casino San Rafael, Punta del Este, UY
- 1953- Galería Berro, Montevideo, UY
- 1954- Asociación Cristiana de Jóvenes, Montevideo, UY
- 1955- Galería Atenea, Montevideo, UY
- 1957- Tosi y Gainza, Montevideo, UY
- 1958- Círculo de Prensa, Montevideo, UY
- 1958- Estudio 2, Salto, UY
- 1963- Istituto Italiano di Cultura, Montevideo, UY
- 1964- Club Paysandú, Paysandú, UY
- 1965- Biblioteca Nacional, Montevideo, UY
- 1968- Salón Municipal, Montevideo, UY
- 1968- Galería Witcomb, Buenos Aires, ARG
- 1968- Galería Renom, Rosario, ARG
- 1968- Galería Inter H., Buenos Aires, ARG
- 1968- Exposiciones en Mar del Plata y en el Hotel Llao Llao, Bariloche, ARG
- 1969- Touring Club Argentino, Buenos Aires, ARG
- 1969- Galería Revello, Montevideo, UY
- 1969- Casino Nogaró, Punta del Este, UY
- 1970- Diario, Punta del Este, UY

### Exposiciones póstumas
- 1972- Salón del Subte Municipal, Montevideo, UY, curada por la señora Nerina Bernasconi -Récord de visitadores-
- 1975- Salón de exposiciones de la Real Hermandad de Nobles Españoles de Santiago, Nápoles, ITA, curada por el mismo centro cultural y por el Consulado de Uruguay por cuenta del Ministerio de Relaciones Exteriores y el Ministerio de Educación del Uruguay
- 1975- Palazzo Spinola, Roma, ITA, curada por la señora Nerina Bernasconi
- 1975- Sala Consigliare de la Municipalidad de Lungro, ITA, curada por la señora Nerina Bernasconi por iniciativa de un grupo de ciudadanos y amigos y con el apoyo de la Administración Municipal
- 2001- Museo del Gaucho y de la Moneda, Montevideo, UY, curada por el Banco de la República Oriental del Uruguay.
- 2008- Casa de la Cultura, Maldonado, UY, en ocasión del Día Nacional del Patrimonio en Uruguay
- 2009- Museo de San Fernando, Maldonado, UY, exposición colectiva en homenaje al maestro Kabregu, de sus obras y las de sus alumnos, curada por sus hijas Giannina y Mónica.

## El Centro Polivalente por la cultura arbëreshe y Museo Enzo Domestico Kabregu
En los primeros meses del año 2014, después de un acuerdo de comodato firmado entre la Municipalidad de Lungro y los herederos del pintor, la casa del maestro lungrense se destina al Centro Polivalente per la cultura arbëreshe e museo Enzo Domestico Kabregu.